# Moon Joo-won
Moon Joo-Won est un footballeur sud-coréen né le 8 mai 1983.